# Maria Consolata Collino
Maria Consolata Collino (Turín, 9 de diciembre de 1947) es una deportista italiana que compitió en esgrima, especialista en la modalidad de florete. Participó en dos Juegos Olímpicos de Verano en los años 1972 y 1976, obteniendo una medalla de plata en Montreal 1976 en la prueba individual.

## Palmarés internacional
| Juegos Olímpicos | Juegos Olímpicos  | Juegos Olímpicos | Juegos Olímpicos   |
| Año              | Lugar             | Medalla          | Prueba             |
| ---------------- | ----------------- | ---------------- | ------------------ |
| 1976             | Montreal (Canadá) | Medalla de plata | Florete individual |